# Know Your Enemy (canção de Green Day)
"Know Your Enemy" é uma canção escrita e gravada pela banda Americana Green Day. É o primeiro single do oitavo álbum da banda, 21st Century Breakdown. O single foi lançado pela Reprise em 16 de abril de 2009. A Billboard descreveu a canção como sendo liricamente "tão politicamente carregados como da última vez (em American Idiot)", tendo um "Refrão pegajoso para rádios", enquanto o produtor da canção Butch Vig diz que " 	
traz um brilho suficientemente punk de apelo em massa."

## Lançamento e Recepção
Alternative Press chama a canção de um grande rock que é um "chamado de ação contra a apatia." Foi também referido pela Spin que poderia soar como "uma B-side da sessões do album Dookie". About.com's Bill Lamb disse que a canção é um "padrão de um som do Green Day", "Não é um golpe Genial" e "não está a par de seu ultimo album", mas disse que era um aperitivo "grande" para um dos mais aguardado álbuns de 2009. Pitchfork Media descreveu a faixa como tendo uma "rigidez pendante" e "nada mais do que uma canção de protesto para pregar aos convertidos." Rolling Stone chamou a música como um dos destaques do álbum , elogiando o som punk.
Billie Joe Armstrong disse á Q: "“É uma canção de guerra, fala sobre você se libertar de muitas merdas que você vê na TV hoje em dia.”" A canção conseguiu chegar no topo no Mainstream da Billboard e gráficos da Alternative Songs, ao mesmo tempo, chegou no Top 30 da Billboard Hot 100, alcançando a 28ª Posição. A música entrou nas paradas de canções alternativas na 8ª posição e subiu para a 1ª posição já na segunda semana. Ela se manteve no primeiro lugar durante seis semanas. Se tornou disponível para download no Jogo Rock Band em 7 de julho de 2009, junto com as canções "East Jesus Nowhere" e "21 Guns", e também está na trilha sonora para o vídeo game NHL 10.
Durante a mini-tour do 21st Century Breakdown(Antes de começar a Verdadeira Tour Mundial), em Minneapolis, 11 de julho de 2009,Billie Joe Armstrong disse a multidão que a canção tinha sido gravada no primeiro dia da Convenção Nacional Republicana em Saint Paul, MN.

## Faixas
CD 1
1. "Know Your Enemy" - 3:12
2. "Lights Out" - 2:16
3. "Hearts Collide" - 2:39

CD 2
1. "Know Your Enemy" - 3:12
2. "Lights Out" - 2:16

Download Digital
1. "Know Your Enemy" - 3:12

## Videoclipe
O videoclipe da música foi dirigido por Matthew Cullen, e estreou na MTV e em outras emissoras em todo o mundo no dia 24 de abril de 2009. No vídeo, a banda está realizando uma apresentação durante a noite em um palco rodeado por uma cerca de arame farpado. Fotos da banda também são frequentemente vistas através de visão noturna, câmeras de circuito fechado que cercam o campo, e em helicópteros que patrulham a área com holofotes. O coro final da canção mostra fogo por trás da banda em silhuetas dos membros da banda. O videoclipe foi filmado no centro de Los Angeles.

## Desempenho nas Paradas
A canção vem crescendo nas paradas de vários países, exceto nos Estados Unidos onde estreou em #40 e caiu para #41 na semana seguinte. A melhor performance por enquanto é no Canadá, onde estreou em #37 e subiu para #5. Na parada europeia EURO 200, Know Your Enemy estreou em #126 e na parada mundial debutou em #27 entre os 40 com 81.000 pontos.

### Posições
| Paradas (2009)                                        | Melhor posição |
| ----------------------------------------------------- | -------------- |
| Áustria - Parada de Singles                           | 11             |
| Canadá - Hot 100                                      | 5              |
| Estados Unidos - Billboard Hot 100 Singles            | 28             |
| Europa - EURO 200                                     | 23             |
| Irlanda - Top 50                                      | 12             |
| Japão - Hot 100                                       | 5              |
| Noruega - Top 20                                      | 17             |
| Nova Zelândia - Parada de Singles                     | 13             |
| Países Baixos - Parada de Singles                     | 65             |
| Reino Unido - UK Top 75                               | 12             |
| Suécia - Parada de Singles                            | 8              |
| Suíça - Parada de Singles                             | 46             |
| Mundo - Global Track Chart                            | 27             |
| Estados Unidos - Billboard Hot Mainstream Rock Tracks | 1              |
| Estados Unidos - Billboard Alternative Songs          | 1              |
| Estados Unidos - Billboard Rock Songs                 | 1              |

### Trajetórias
| Estados Unidos - Billboard Hot 100 | Estados Unidos - Billboard Hot 100 | Estados Unidos - Billboard Hot 100 | Estados Unidos - Billboard Hot 100 | Estados Unidos - Billboard Hot 100 | Estados Unidos - Billboard Hot 100 | Estados Unidos - Billboard Hot 100 | Estados Unidos - Billboard Hot 100 | Estados Unidos - Billboard Hot 100 | Estados Unidos - Billboard Hot 100 | Estados Unidos - Billboard Hot 100 | Estados Unidos - Billboard Hot 100 | Estados Unidos - Billboard Hot 100 | Estados Unidos - Billboard Hot 100 | Estados Unidos - Billboard Hot 100 | Estados Unidos - Billboard Hot 100 | Estados Unidos - Billboard Hot 100 | Estados Unidos - Billboard Hot 100 | Estados Unidos - Billboard Hot 100 | Estados Unidos - Billboard Hot 100 | Estados Unidos - Billboard Hot 100 | Estados Unidos - Billboard Hot 100 | Estados Unidos - Billboard Hot 100 | Estados Unidos - Billboard Hot 100 | Estados Unidos - Billboard Hot 100 | Estados Unidos - Billboard Hot 100 | Estados Unidos - Billboard Hot 100 | Estados Unidos - Billboard Hot 100 | Estados Unidos - Billboard Hot 100 | Estados Unidos - Billboard Hot 100 | Estados Unidos - Billboard Hot 100 | Estados Unidos - Billboard Hot 100 | Estados Unidos - Billboard Hot 100 | Estados Unidos - Billboard Hot 100 | Estados Unidos - Billboard Hot 100 | Estados Unidos - Billboard Hot 100 | Estados Unidos - Billboard Hot 100 |
| Semana                             | 1                                  | 2                                  | 3                                  | 4                                  | 5                                  | 6                                  | 7                                  | 8                                  | 9                                  | 10                                 | 11                                 | 12                                 | 13                                 | 14                                 | 15                                 | 16                                 | 17                                 | 18                                 | 19                                 | 20                                 | 21                                 | 22                                 | 23                                 | 24                                 | 25                                 | 26                                 | 27                                 | 28                                 | 29                                 | 30                                 | 31                                 | 32                                 | 33                                 | 34                                 | 35                                 | 36                                 |
| ---------------------------------- | ---------------------------------- | ---------------------------------- | ---------------------------------- | ---------------------------------- | ---------------------------------- | ---------------------------------- | ---------------------------------- | ---------------------------------- | ---------------------------------- | ---------------------------------- | ---------------------------------- | ---------------------------------- | ---------------------------------- | ---------------------------------- | ---------------------------------- | ---------------------------------- | ---------------------------------- | ---------------------------------- | ---------------------------------- | ---------------------------------- | ---------------------------------- | ---------------------------------- | ---------------------------------- | ---------------------------------- | ---------------------------------- | ---------------------------------- | ---------------------------------- | ---------------------------------- | ---------------------------------- | ---------------------------------- | ---------------------------------- | ---------------------------------- | ---------------------------------- | ---------------------------------- | ---------------------------------- | ---------------------------------- |
| Posição                            | 40                                 | 41                                 | 28                                 |                                    |                                    |                                    |                                    |                                    |                                    |                                    |                                    |                                    |                                    |                                    |                                    |                                    |                                    |                                    |                                    |                                    |                                    |                                    |                                    |                                    |                                    |                                    |                                    |                                    |                                    |                                    |                                    |                                    |                                    |                                    |                                    |                                    |

| Canadá - Hot 100 | Canadá - Hot 100 | Canadá - Hot 100 | Canadá - Hot 100 | Canadá - Hot 100 | Canadá - Hot 100 | Canadá - Hot 100 | Canadá - Hot 100 | Canadá - Hot 100 | Canadá - Hot 100 | Canadá - Hot 100 | Canadá - Hot 100 | Canadá - Hot 100 | Canadá - Hot 100 | Canadá - Hot 100 | Canadá - Hot 100 | Canadá - Hot 100 | Canadá - Hot 100 | Canadá - Hot 100 | Canadá - Hot 100 | Canadá - Hot 100 | Canadá - Hot 100 | Canadá - Hot 100 | Canadá - Hot 100 | Canadá - Hot 100 | Canadá - Hot 100 | Canadá - Hot 100 | Canadá - Hot 100 | Canadá - Hot 100 | Canadá - Hot 100 | Canadá - Hot 100 | Canadá - Hot 100 | Canadá - Hot 100 | Canadá - Hot 100 | Canadá - Hot 100 | Canadá - Hot 100 | Canadá - Hot 100 |
| Semana           | 1                | 2                | 3                | 4                | 5                | 6                | 7                | 8                | 9                | 10               | 11               | 12               | 13               | 14               | 15               | 16               | 17               | 18               | 19               | 20               | 21               | 22               | 23               | 24               | 25               | 26               | 27               | 28               | 29               | 30               | 31               | 32               | 33               | 34               | 35               | 36               |
| ---------------- | ---------------- | ---------------- | ---------------- | ---------------- | ---------------- | ---------------- | ---------------- | ---------------- | ---------------- | ---------------- | ---------------- | ---------------- | ---------------- | ---------------- | ---------------- | ---------------- | ---------------- | ---------------- | ---------------- | ---------------- | ---------------- | ---------------- | ---------------- | ---------------- | ---------------- | ---------------- | ---------------- | ---------------- | ---------------- | ---------------- | ---------------- | ---------------- | ---------------- | ---------------- | ---------------- | ---------------- |
| Posição          | 37               | 5                |                  |                  |                  |                  |                  |                  |                  |                  |                  |                  |                  |                  |                  |                  |                  |                  |                  |                  |                  |                  |                  |                  |                  |                  |                  |                  |                  |                  |                  |                  |                  |                  |                  |                  |

### Mundo - United World Chart
| 1 | 27 | 81.000 | 81.000 |
| 2 |    |        |        |
| 3 |    |        |        |

## Pessoal
- Mike Dirnt - Baixo elétrico, Backing Vocals
- Billie Joe Armstrong - Guitarra solo, Vocais principais
- Tré Cool - Bateria